# آل باركر (تنس)
آل باركر (بالإنجليزية: Al Parker) مواليد 22 ديسمبر 1968 في سافانا، جورجيا، هو لاعب كرة مضرب أمريكي سابق بدأ مسيرته كمحترف سنة 1991 وكان يلعب باليد اليمنى. أعلى تصنيف له في الفردي كان المركز الـ 261 في سنة 1987. أعلى تصنيف له في الزوجي كان المركز الـ 307 في سنة 1993.